# Nice Historique
Nice Historique est une revue fondée en 1898 par Henri Sappia (1833-1906), avant de devenir en 1904 l’organe officiel de l’Acadèmia Nissarda.

## Présentation
L’objectif de la revue est d’ « encourager les études historiques, littéraires et artistiques ayant trait à Nice et à l’ancien comté, de maintenir les parlers du terroir et les traditions locales, de susciter des recherches et des travaux grâce auxquels sera toujours mieux connu et plus aimé le pays niçois ».
Toujours abondamment illustré de reproductions en couleur d’œuvres photographiques et picturales le plus souvent inédites, Nice-Historique, se fait un devoir de mêler à une grande qualité scientifique[réf. nécessaire] au plaisir d’une iconographie originale et agréable.
La revue publie à l'origine deux numéros par mois. Elle cesse de paraitre pendant la Première Guerre mondiale puis publie six numéros par an pendant l'entre-deux-guerres. Depuis les années 1950, le rythme est de quatre publications par an.
Les membres de l’Acadèmia Nissarda sont abonnés de droit gratuitement.
L’intégralité des articles publiés depuis plus d'un siècle peuvent être lus gratuitement sur le site de la revue.

## Rédacteurs en chef
Huit rédacteurs en chef se sont succédé depuis la création de la revue en 1898 :
- Henri Sappia (1898-1906) ;
- Victor Emanuel (1906-1908) ;
- Joseph Levrot (1909-1914) ;
- Xavier Emanuel (1919-1931) ;
- Georges Doublet (1932-1936) ;
- Léo Imbert (1936-1955) ;
- Ernest Hildesheimer (1955-2002) ;
- Paul-Louis Malausséna (depuis 2003).